# Pavel Janák
Pavel Janák (Praga, 12 marzo 1882 – Praga, 1º aprile 1956) è stato un architetto ceco.

## Biografia
Negli anni dal 1899 al 1908 Pavel Janák studiò presso la scuola tecnica superiore a Praga, dove frequentò anche le lezioni di Josef Zítek presso il Deutschen Technikum. Nel 1906 si trasferì a Vienna per terminare gli studi con Otto Wagner presso l'Accademia delle Arti figurative. Qui venne per la prima volta in contatto con le opere degli architetti Josef Hoffmann e Adolf Loos. Dopo essere tornato a Praga, lavorò nell'ufficio di Jan Kotěra e come membro dell'Associazione artistica Mánes e partecipò anche alla fondazione della cooperativa artistica di avanguardia Artěl. Qui s'impegnò con un gruppo di artigiani e architetti come Josef Gočár, Vlastislav Hofmann e Josef Chochol, per sviluppare da un punto di vista artistico propri canoni formali del cubismo per artigianato e architettura. Così benefici del barocco boemo come delle costruzioni gotiche fluirono nel linguaggio delle forme.
Quando nel 1911 diversi membri dell'Associazione artistica Mánes la lasciarono, anche Pavel Janák li seguì, giungendo alla fondazione del "Gruppo degli artisti costruttori" (Skupina výtvarných umelcu). Nel 1912 Pavel Janák, insieme a Gocár e Hofmann, fu tra i fondatori del Laboratorio artistico di Praga (PUD), che fu fondato per estendere la formazione di arte utile con ceramica, vetro e metallo nella produzione di mobili. Parimenti fu impegnato nel 1914 nella fondazione dell'associazione di lavoro ceca, della quale egli dieci anni dopo assunse la presidenza.
Nel 1913 lui e una serie di altri artisti cechi furono invitati da Herwarth Walden al Erster Deutscher Herbstsalon (Primo salone di primavera) a Berlino, dove egli espose due disegni a penna, come uno a pastello con il progetto della ristrutturazione del Municipio di Havlíčkův Brod.
Dopo la prima guerra mondiale (1918) Janák sviluppò insieme a Gocár, al di fuori dell'impegno per l'identità nazionale nella Repubblica cecoslovacca –(1922–1924)  lo "stile nazionale". Un'importante opera di quel tempo è il Palazzo Adria di Praga. Nel 1921 Pavel Janák venne chiamato alla scuola di Arte applicata, dove insegnò come professore fino al 1942. Come presidente dell'associazione delle opere, nel 1928 ebbe l'incarico della pianificazione degli edifici del quartiere residenziale modello Baba. Dalla metà degli anni 1930 Janák si dedicò sempre più alla tutela dei monumenti, nella quale raggiunse il suo apice con la nomina ad architetto-capo del Castello di Praga. Grazie a questo impegno egli impresse in questa zona i rapporti con la struttura costruttiva storica nella appena costituita Repubblica cecoslovacca.

## Progetti

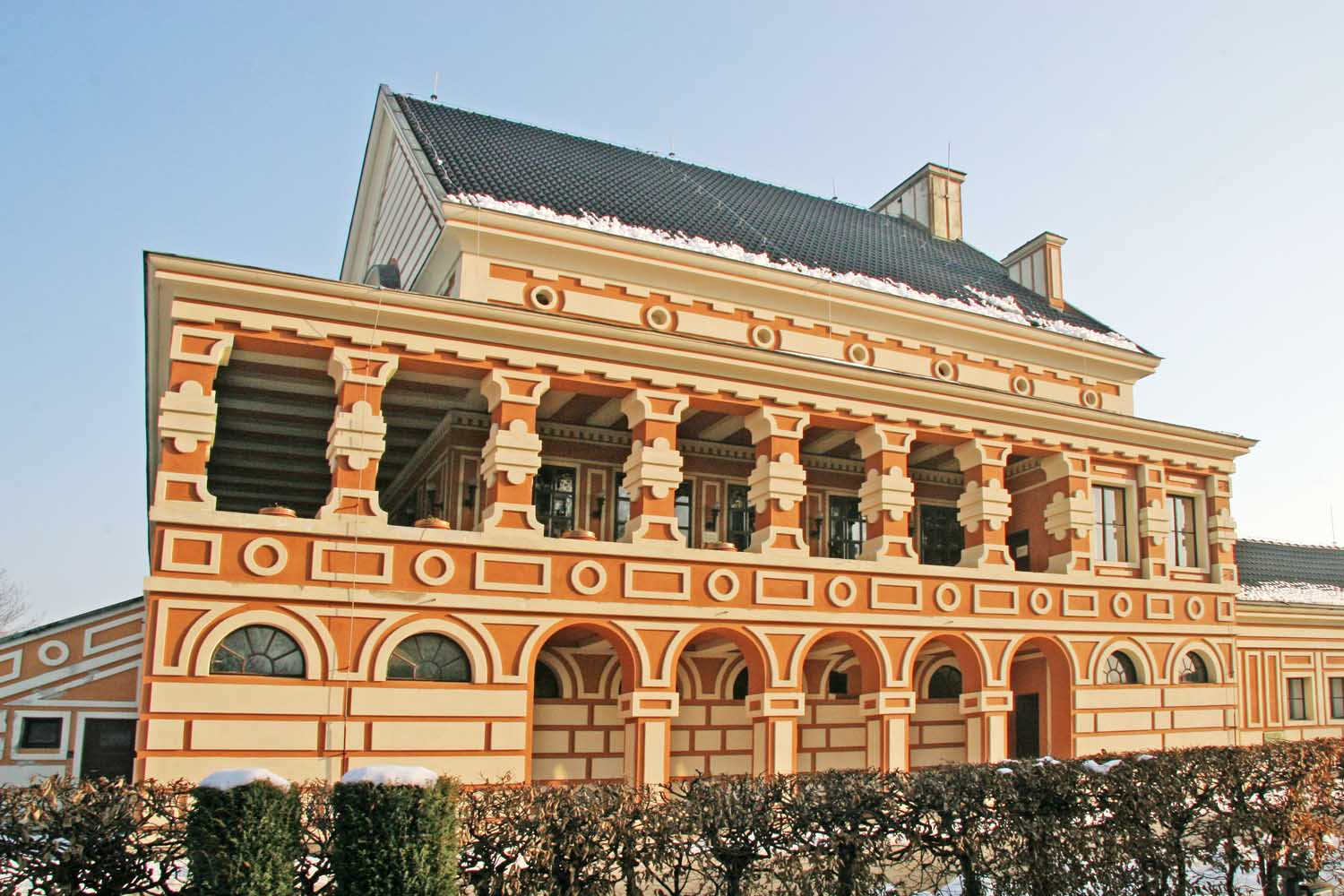
Crematorio, Pardubice
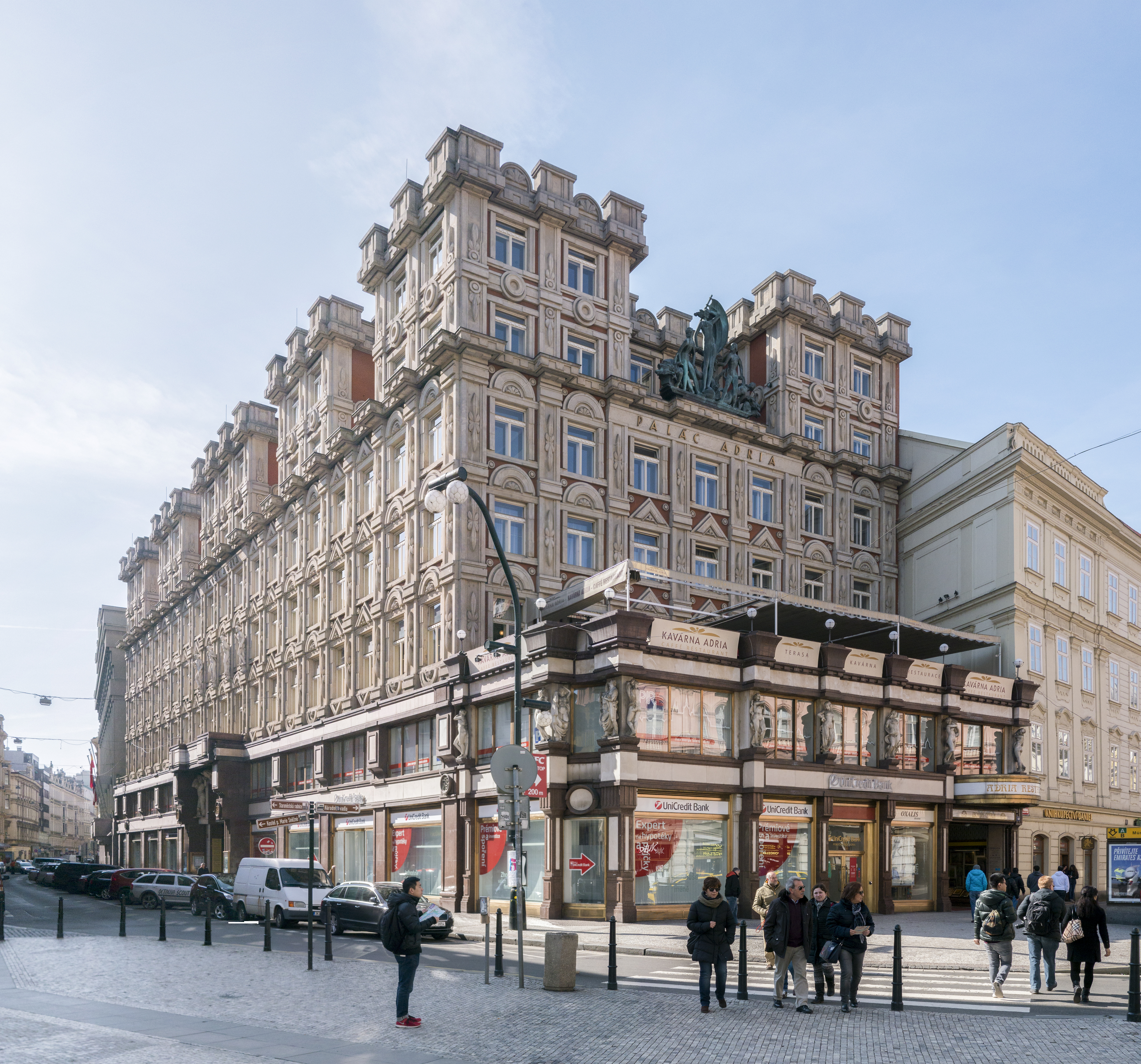
Palazzo Adria, Praga-Neustadt
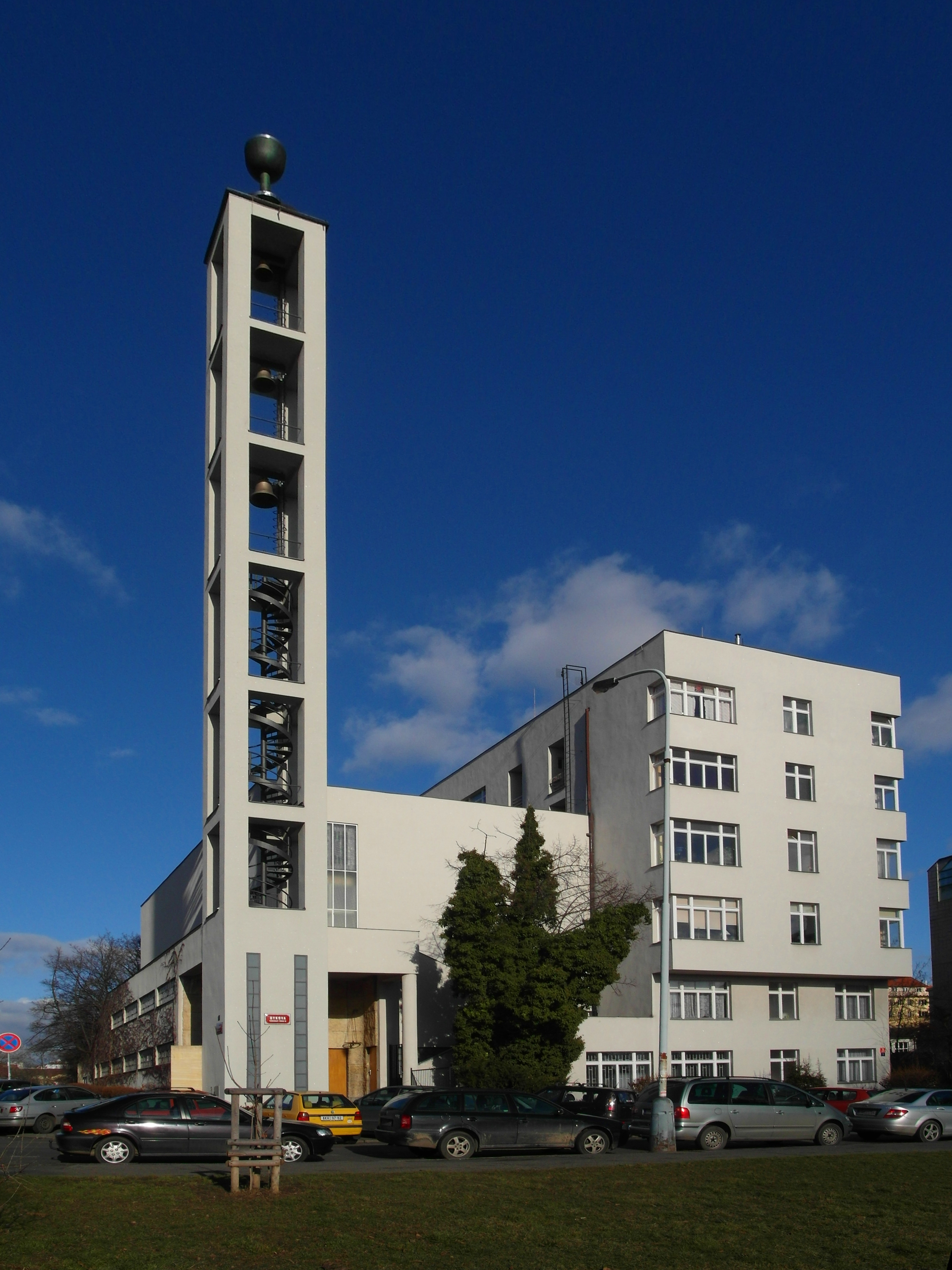
Hus' Gemeindehaus, Vinohrady
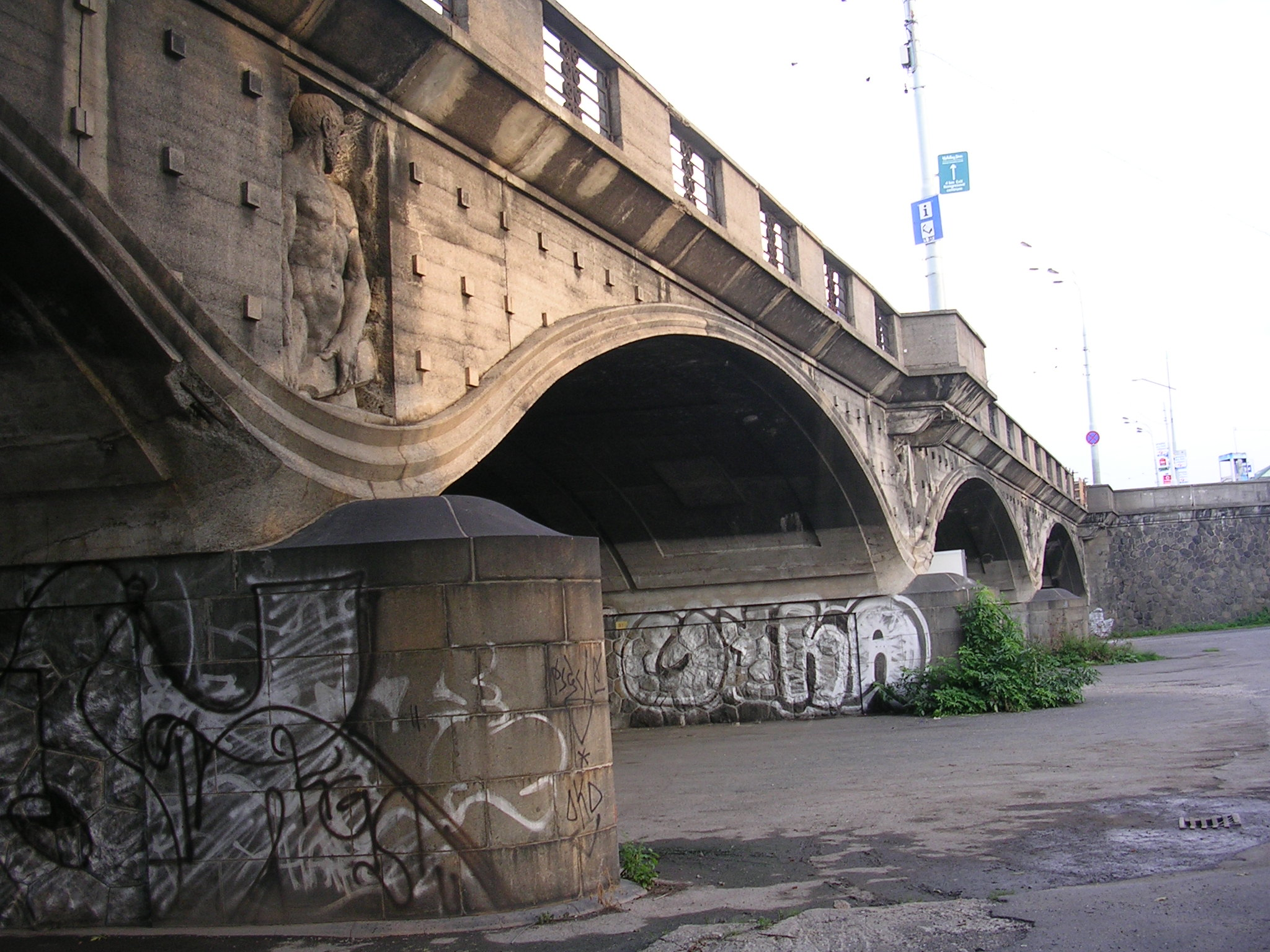
Ponte Hlávka

- Ponte Hlávka, Praga-Karlín; 1908–1912
- Concorso per l'ultimazione del Municipio della Città Vecchia di Praga, Prag-Altstadt; 1909 (progetto)
- Casa Jakubec, Jičín; 1911–1912
- Riorganizzazione del lato sud della piazza del mercato di Pelhřimov; 1912
- Casa Drechsel, Pelhřimov; 1912
- Ristrutturazione del municipio a Nemecký Brod, Havlíčkův Brod; 1912–1913 (progetto)
- Concorso per la costruzione del Žižka-Denkmals, Praga-Žižkov; 1913 (progetto)
- Sbarramento fluviale con casa del custode, Předměřice nad Labem; 1913–1915 (distrutto nel 1929 da un'inondazione)
- Gruppo residenziale a schiera "Case per dipendenti dello stato", Praga-Strašnice; 1919–1921
- Caffè Julis, Praga-Neustadt; 1920–1921 (distrutto)
- Villa Dr. Picka, Jaroměř; 1920–1921
- Crematorio, Pardubice; 1921–1923
- Villa Horovský, Praga-Hodkovicky; 1921–1922
- Palazzo Adria, Praga-Neustadt; 1922–1925
- Case di atelier, Praga-Ořechovka; 1923–1924
- Museo dell'Agricoltura, Preßburg; 1924–1925
- Hotel Julis, Praga-Neustadt; 1927–1930
- Piano generale per il quartiere residenziale modello Baba; 1928–1934
- Villa Janák (1931–1932), Dovolil (1932), Lindová (1933–1934)
- Ricostruzione e ampliamento del Palazzo Černín, Praga-Hradčany; 1928–1936
- Ricostruzione e bonifica della Scuola di equitazione, Praga-Hradschinvorstadt; 1945
- Ristrutturazione del Grosso Sferisterio, Praga-Hradschinvorstadt; 1946
- Ristrutturazione del Castekllo Hvězda, Praga-Horní Liboc; 1949–1951
- Risanamento e rinnovamento del Padiglione della Regina Anna, Praga-Hradschinvorstadt; 1953–1955